# Droite libertaire
La Droite libertaire (en italien : Destra libertaria) est un parti politique italien, mineur, dont le dirigeant est le sénateur Luciano Buonocore, un ancien d'Alliance nationale.
Pour les élections générales italiennes de 2013, il s'allie avec Giampiero Catone sur une liste Intesa Popolare, en coalition avec Le Peuple de la liberté.